# Ровіна Цай
Ровіна Цай (нар. 1988) — австралійська художниця-фрилансер, відома своїма творами в ілюструванні фентезі.

## Життєпис
Отримала ступінь з комунікаційного дизайну в університеті RMIT в Мельбурні, Австралія, а потім закінчила магістратуру з ілюстрації як візуального есе в Школі візуального мистецтва у Нью-Йорку.
Маючи майже десятирічний досвід роботи в індустрії, Ровіна працювала з такими клієнтами, як The Folio Society, Hasbro, Riot Games, Wizards of the Coast та численними книжковими видавництвами, як комерційними, так і художніми.

## Визнання
Премія «World Fantasy Award—Artist» у 2019 і 2021роках.
Премя Г'юго у 2021, 2022, і 2024 роках як найкращий професійний художник. Також вона була номінантом премії у цій категорії у 2020 році.
У 2016 році її ілюстрації книги «Тінтіннабула» Марго Ленеген принесли їй премію Крайтона за ілюстрування дитячих книг.